# Blue Moon/Summertime
Blue Moon/Summertime è il terzo singolo del duo Santo & Johnny, pubblicato dalla Canadian-American Records nel 1959. Entrambi i brani sono presenti nel loro primo album.

## I brani

### Blue Moon
Blue Moon è il brano scritto nel 1934 da Lorenz Hart (per il testo) e Richard Rodgers (per la musica). Divenuto uno standard entrò nel repertorio di molte formazioni jazz dell'epoca. Nel corso degli anni fu interpretato da molti artisti, inclusi Benny Goodman, Ella Fitzgerald, Nina Simone, Billie Holiday, Frank Sinatra, Ray Conniff (e la sua orchestra), Elvis Presley, Rod Stewart, Billy Eckstine e Beady Eye.

### Summertime
Summertime è un'aria composta nel 1935 da George Gershwin per l'opera Porgy and Bess. Il testo è di Ira Gershwin e DuBose Heyward. La canzone è un popolare standard jazz in modo eolio. La prima versione ad entrare in una classifica fu quella di Billie Holiday, nel settembre 1936, che raggiunse la 12ª posizione. Tra le tante registrazioni notevoli si ricordano quella di Ella Fitzgerald e Louis Armstrong (1957), Miles Davis (1958), Al Martino (1960) e Janis Joplin (1968).

## Tracce
LATO A
- Blue Moon

LATO B
- Summertime

## Staff artistico
- Santo Farina - steel guitar
- Johnny Farina - chitarra ritmica
- Mike Dee - batteria
- Bob Davie - direzione orchestrale